# VAG Rad

Offizielles Logo des VAG-Rad

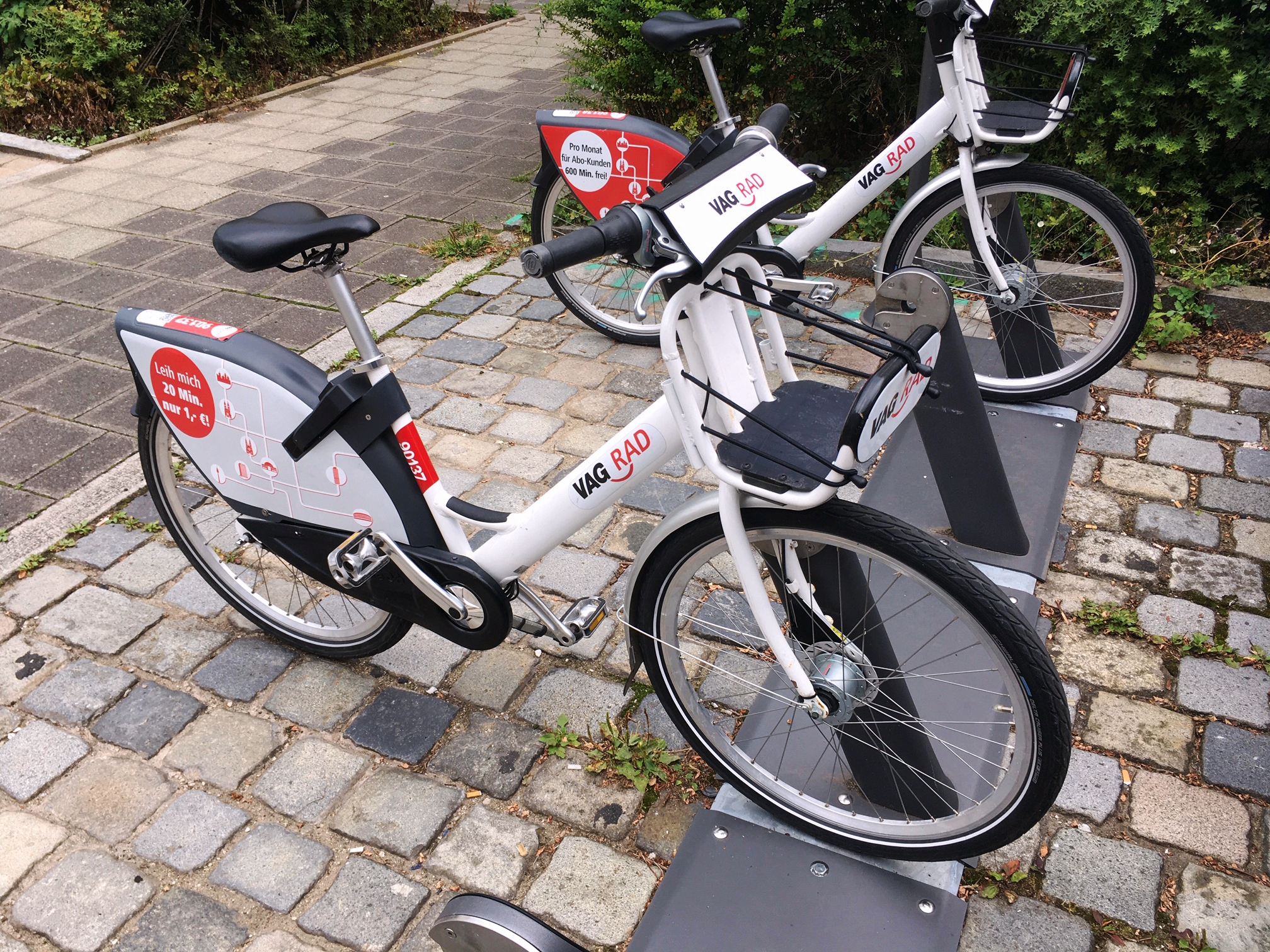
VAG_Räder an der Station Schoppershof

Das VAG_Rad ist ein im Juni 2019 in der fränkischen Metropole Nürnberg eingeführtes Fahrradverleihsystem der Verkehrs-Aktiengesellschaft Nürnberg (VAG) in Kooperation mit Nextbike, das mittlerweile auch auf die direkt angrenzenden Nachbarstädte Erlangen, Fürth und Schwabach ausgedehnt wurde. Es bildet das Nachfolgersystem des von 2011 bis Ende 2018 ebenfalls von Nextbike betriebenen Norisbike. Die Räder stehen den angemeldeten Benutzern jederzeit zur Verfügung und sollen den Umstieg auf das Fahrrad für kürzere und mittlere Wege erleichtern und das Angebot öffentlicher Verkehrsmittel von S-Bahn, Regionalbahn, U-Bahn, Straßenbahn sowie Stadtbus ergänzen. Seit Oktober 2021 bietet das System neben klassischen Fahrrädern auch Lastenräder zum Verleih an. Seit 2024 bedient das System auch die Nachbarstädte Fürth, Erlangen und Schwabach.

## Geschichte

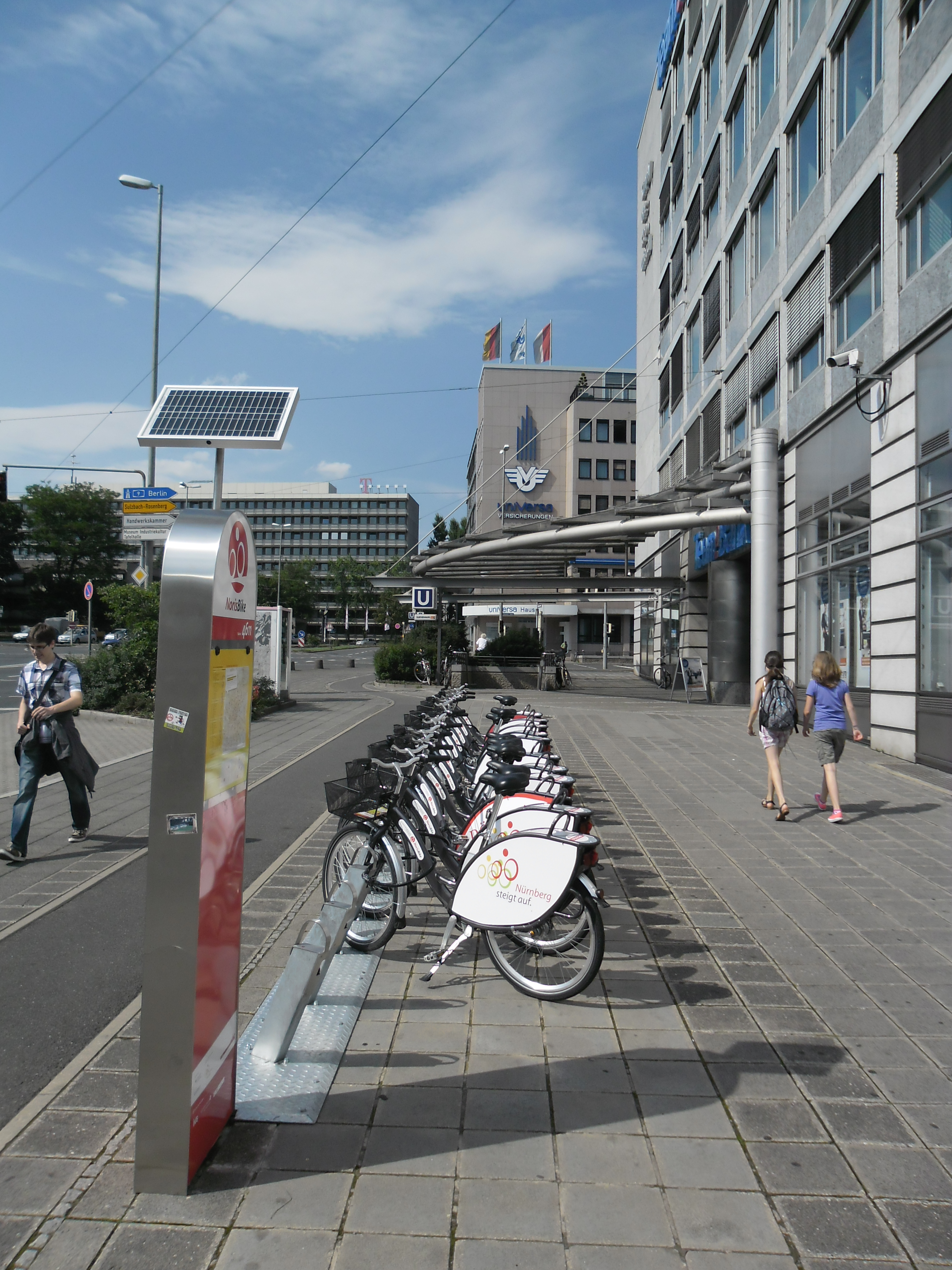
Ehemalige Norisbike-Station am Rathenauplatz

### Norisbike
In Nürnberg standen seit dem Frühjahr 2011 unter dem Namen Norisbike etwa 750 Leihräder zur Verfügung. An 66 Stationen mit einem Verleihterminal konnten die Mieträder rund um die Uhr gemietet werden. Bis 2013 wurden die Anzahl der Stationen auf 75 und die zur Verfügung gestellten Räder auf 810 erhöht. Ende des Jahres 2018 stellte Nextbike den Betrieb jedoch aus wirtschaftlichen Gründen ein.

### VAG_Rad

#### Startphase
Seit Juni 2019 betreibt die VAG als Nachfolger des bisherigen Norisbike-Verleihsystems unter dem Namen VAG_Rad ein eigenes Fahrradverleihsystem. Dieses verfügte zu Beginn über 20 feste Stationen im Stadtgebiet sowie eine sogenannte Flexzone, in der man die Räder ohne feste Station ausleihen und abgeben kann. Die Flexzone umfasste anfangs die Bezirke Bärenschanze, Bielingplatz, Gärten hinter der Veste, Gostenhof, Himpfelshof, Maxfeld, Pirckheimerstraße, Sandberg, St. Johannis, St. Lorenz, St. Sebald und Tafelhof. Die Zahl der zunächst 300 Achtgang-Räder wurde noch im Sommer des gleichen Jahres auf 500 erweitert. Im ersten Quartal 2020 wurden insgesamt 42.000 Ausleihen registriert.

#### Ausbau und Angebot von Lastenrädern

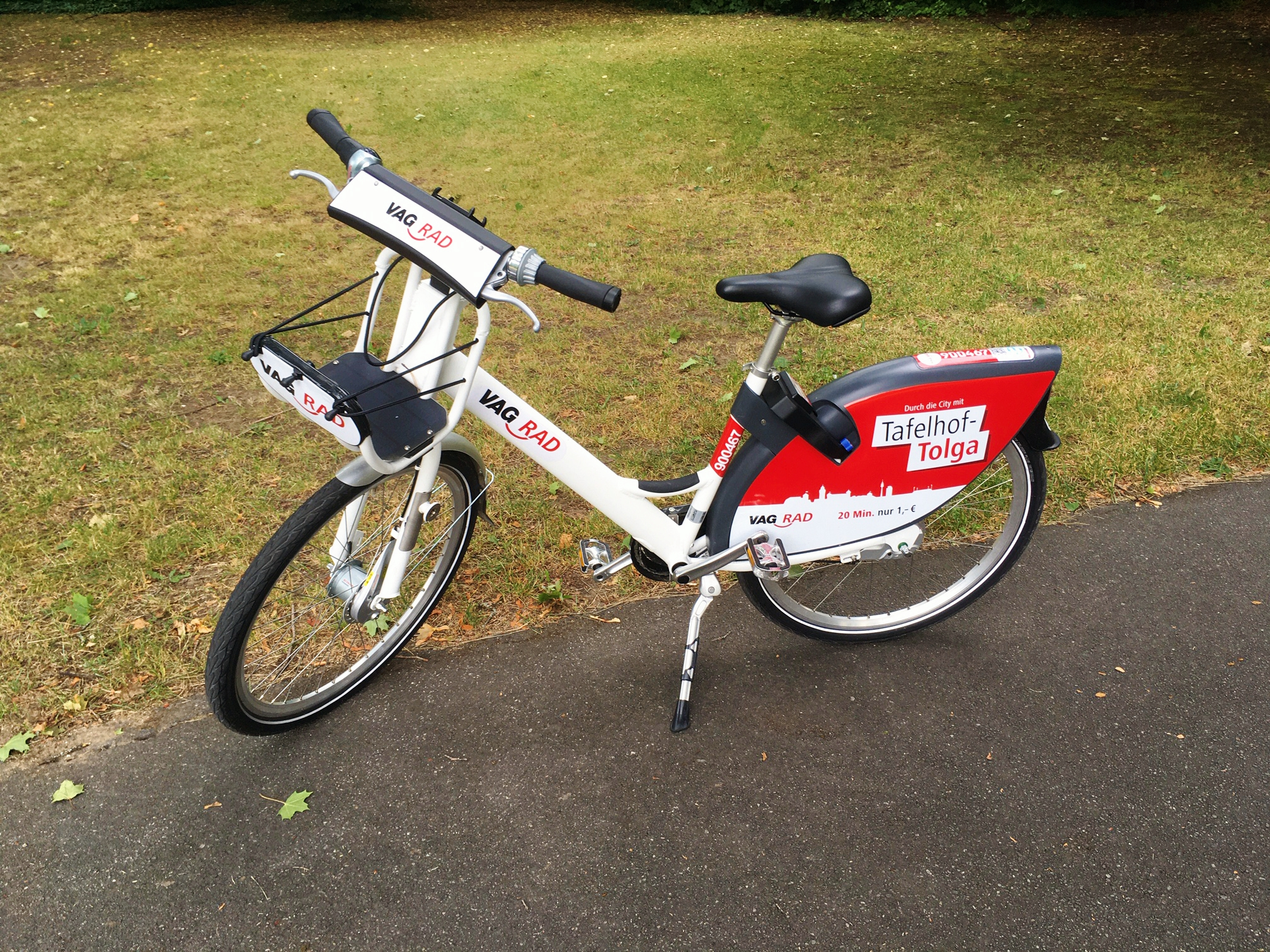
VAG_Rad im Stadtpark

Seit 9. Juni 2020 verfügt das System über 32 feste Stationen und eine Flexzone, die sich über das gesamte Innenstadtgebiet innerhalb des Rings erstreckt. Die Zahl der Räder wurde bei dieser Erweiterung um 1.000 auf insgesamt 1.500 Fahrzeuge aufgestockt.
Mitte Januar 2021 eröffnete die 35. Station am Nelson-Mandela-Platz auf der Südseite des Hauptbahnhofs. Die bis dahin rund 43.000 Registrierten absolvierten zu diesem Zeitpunkt etwa 552.000 Fahrten. Über die Hälfte der Ausleihen wurden hierbei von Abo-Kundinnen und -Kunden getätigt. Mitte Februar 2021 wurden zwei weitere Stationen an den U-Bahnhöfen Muggenhof und Eberhardshof errichtet, die als zusätzliche Mobilitätsalternative während der Sanierung des U-Bahnhofs Muggenhof dienten. Bei entsprechender Nachfrage war eine dauerhafte Installation geplant. Im ersten Quartal 2021 wurden insgesamt 82.000 Ausleihen gezählt. Ende April 2021 wurde eine neue Station am Standort Ostbahnhof eingerichtet. Stand Juni 2021 hatten sich insgesamt etwa 50.000 Nutzerinnen und Nutzer registriert und dabei rund 730.000 Fahrten unternommen. Die mit Abstand am stärksten genutzte Station war die am Nelson-Mandela-Platz gelegene, gefolgt von den Stationen Königstor, Aufseßplatz, Dürrenhof, Rathenauplatz und Wöhrder Wiese. Am 2. Juli 2021 erfolgte die Eröffnung der 39. Station an der Montessori Schule, gleich südlich des Ostbahnhofes. Auch diese Station diente als Mobilitätsalternative, während der Südausgang des Ostbahnhofs auf Grund von Bauarbeiten gesperrt war. Bis November 2021 wurden insgesamt über eine Million Ausleihen verzeichnet.

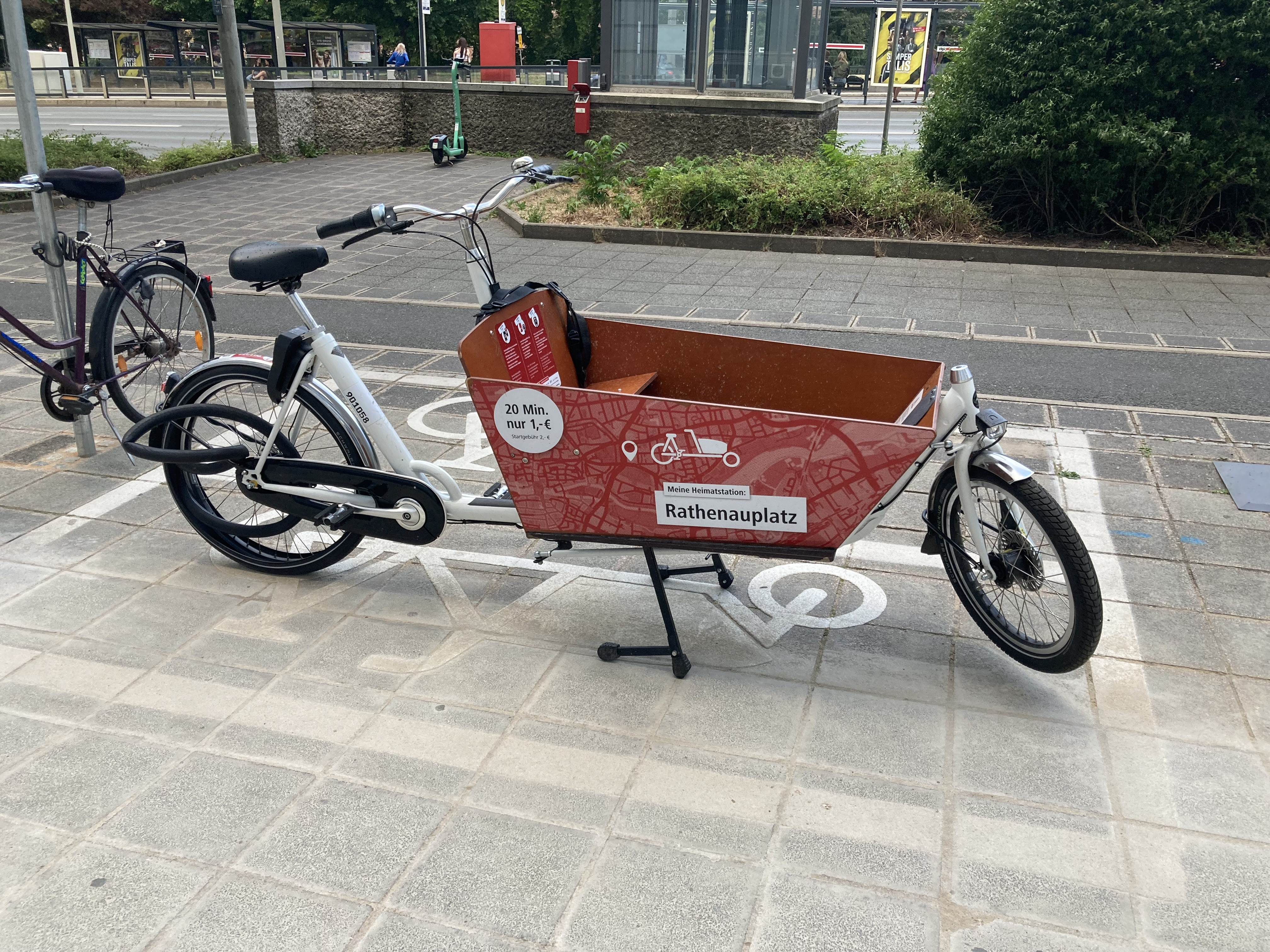
VAG_Lastenrad an der Station Rathenauplatz

Seit dem 13. Oktober 2021 stehen unter dem Namen VAG_LastenRad zudem an den zehn Stationen Aufseßplatz, Augustinerstraße, Friedrich-Ebert-Platz, Gostenhof, Nordostbahnhof, Platz der Opfer des Faschismus, Rathenauplatz (zwei), Schoppershof (zwei), St. Johannis und Wöhrder Wiese insgesamt zwölf Transporträder zur Verfügung. Die Lastenräder können hierbei nach Zahlung einer Startgebühr von zwei Euro ebenso wie die normalen Räder gegen eine Gebühr von fünf Cent pro Minute genutzt werden.

#### Erweiterungsoffensive und Probebetrieb in Erlangen
Im Februar 2022 gab die VAG an im Jahr 2020 444.000 sowie 2021 über 540.000 Fahrten registriert zu haben und neben neuen Rädern auch den weiteren Ausbau der Verleihstationen zu forcieren. Im Rahmen des Erlanger Forschungsprojektes „Straße der Zukunft“ wurden Anfang März 2022 vorerst testweise bis Ende September drei VAG_Rad Stationen am Erlanger Bahnhof, in der Mozartstraße und auf dem Siemens Campus eingerichtet. Im gleichen Monat erfolgte die Eröffnung dreier neuer Stationen am U-Bahnhof Ziegelstein, am Verkehrsknotenpunkt Finkenbrunn in der Gartenstadt sowie am Großmarkt. Mit der Einführung 500 zusätzlicher Räder im April stehen seitdem 2.000 Fahrräder im Stadtgebiet zur Verfügung. Außerdem erfolgte die Einrichtung weiterer Stationen am Business Tower und am Dr.-Luppe-Platz. Anfang Mai 2022 wurde zudem die Flexzone auf die Bezirke Rangierbahnhof-Siedlung sowie Langwasser Nordwest, Langwasser Nordost, Langwasser Südwest und Langwasser Südost ausgeweitet. Im ersten Quartal 2022 wurden insgesamt 112.000 Ausleihen registriert. Ende Mai wurde schließlich die Station Bärenschanze geschlossen sowie Anfang Juni an der Station Dr.-Luppe-Platz ein weiteres Lastenrad zur Verfügung gestellt.
Darüber hinaus sollten im ersten Halbjahr noch weitere Stationen in Eibach, am S-Bahnhof Mögeldorf sowie in Falkenheim entstehen. Auch ein Ausbau über die Stadtgrenzen hinaus wird angestrebt. Die Stadtratsfraktionen von Bündnis 90/Die Grünen und der CSU fordern zudem die Einrichtung weiterer Stationen an den S-Bahnhöfen Reichelsdorf und Katzwang sowie in den Stadtteilen Herpersdorf, Kornburg, Weiherhaus und Worzeldorf. Die VAG möchte die Vorschläge im Rahmen eines weiteren Ausbauprogramms ab 2023 prüfen.
Am 24. Juni 2022 erfolgten die Inbetriebnahme einer neuen Station am Südwestpark sowie einige Tage später die Eröffnung einer weiteren Station an der Straßenbahn- und Bushaltestelle Worzeldorfer Straße am Südfriedhof. Am 19. Oktober wurde zusätzlich zu den zwei bereits bestehenden Stationen Nelson-Mandela-Platz und Königstor eine dritte Ausleihstelle im Umfeld des Hauptbahnhofs eingerichtet. Diese befindet sich vor dem Hauptausgang des Empfangsgebäudes und erhielt den Namen Hauptbahnhof.
In Kooperation mit der Technischen Hochschule Nürnberg wurden im März 2023 zwei neue Stationen an den Standorten Wollentorstraße sowie Technische Hochschule - Hohfederstraße eingerichtet.

#### Einbindung von Fürth, Erlangen und Schwabach
Im November 2022 wurde eine Zweckvereinbarung über die Errichtung und den Betrieb eines Fahrradverleihsystems in den Städten Erlangen, Fürth und Schwabach bekannt, in der sich die Stadt Nürnberg bereit erklärt gegen Erstattung der Personal- und Aufwandkosten das VAG_Rad-System auch in den direkt angrenzenden Nachbarstädten einzuführen. Die Einrichtung der Stationen sollte ab Herbst 2023 erfolgen, der Betriebsstart erfolgte Ende Februar 2024. In Fürth wurde hierbei zunächst eine rund 4,3 km² große Flexzone mit dem Schwerpunkt Innenstadt, Am Stadtpark, Südstadt und Hardhöhe eröffnet. In diesem Gebiet leben etwa 60.000 Menschen. Außerdem war zum Zeitpunkt der Planung die Installation von 16 Ausleihstationen sowie die Neubeschaffung von 200 weitere Fahrrädern für Fürth vorgesehen. Für Erlangen war zum damaligen Zeitpunkt eine etwa 1,7 km² große Flexzone in der Innenstadt sowie die Einrichtung von 30 neuen Stationen mit 300 Rädern und drei Lastenfahrrädern geplant. In Schwabach sollten zudem fünf feste und fünf virtuelle Stationen mit insgesamt 50 Rädern eingerichtet werden. Mit der Ende Februar 2024 erfolgten Erweiterung ist das Netz um 6 km² Flexzone und über 50 neue Stationen mit 550 Rädern auf insgesamt 36 km² Flexzone und über 100 Stationen mit mehr als 2.500 Rädern gewachsen. Ende März 2025 erfolgte eine Verdreifachung der Erlanger Flexzone, die seitdem das gesamte Zentrum, die Süd- und Oststadt sowie die innenstadtnahen Gebieten der Nordstadt umfasst. Seit Juli 2025 verfügt auch Schwabach über eine etwa 1,5 km² große Flexzone, die sich über die Altstadt und die Nördliche, wie Südliche Vorstadt erstreckt.

#### E-Lastenräder und Pedelecs
Im Dezember 2024 wurde in Zusammenarbeit mit der wbg Nürnberg in Langwasser ein erstes E-Lastenrad zur Verfügung gestellt. Bis Juni 2025 ist geplant weitere E-Lastenräder an verschiedenen Standorten zu positionieren sowie das Angebot um Pedelecs zu erweitern.

## Funktionsweise

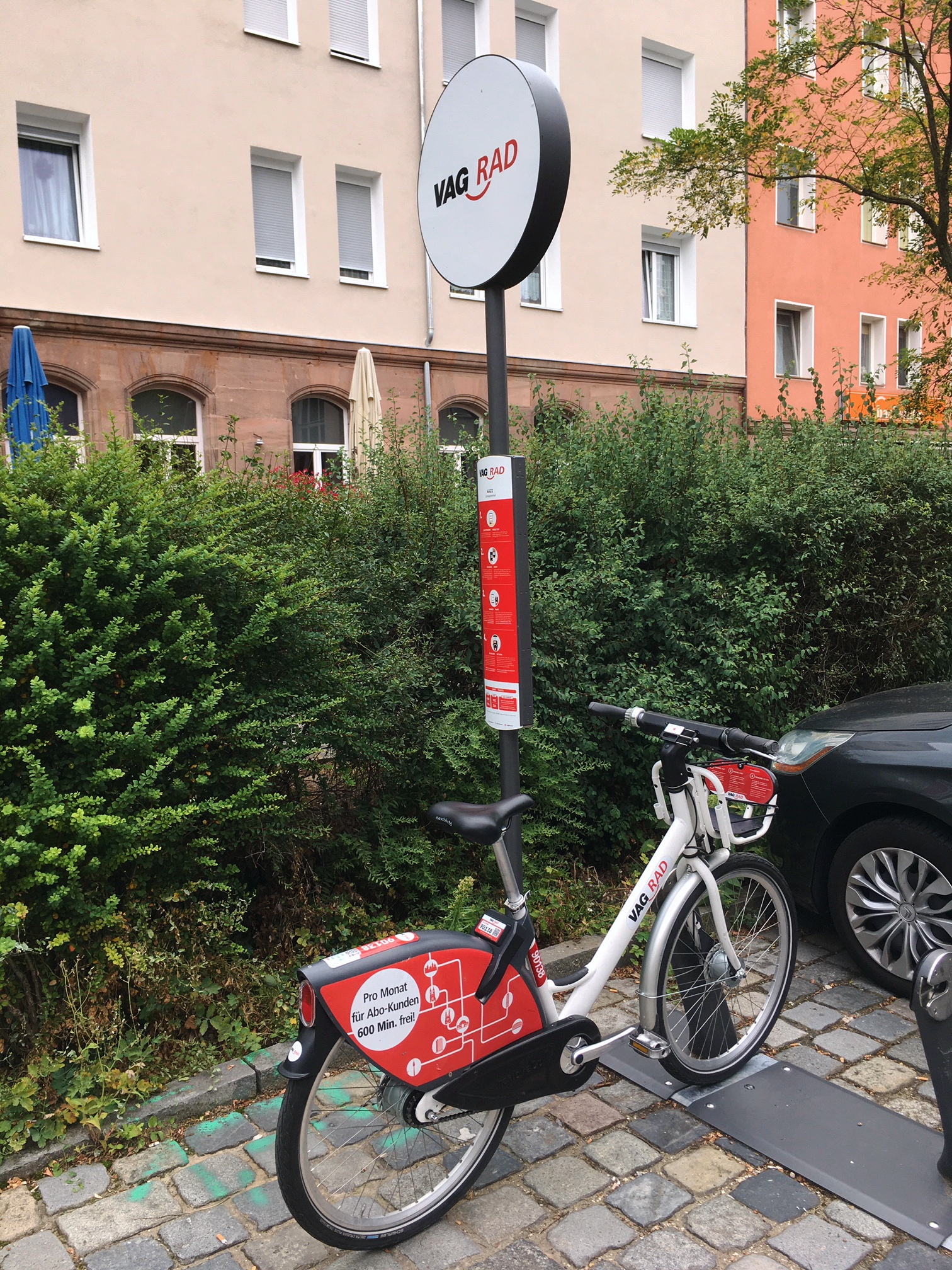
VAG_Rad-Station Schoppershof

Zur Benutzung war zu Beginn eine kostenlose Registrierung entweder per Webseite oder App des Systems VAG_Rad notwendig. Mittlerweile erfolgt die Registrierung ausschließlich über die im Sommer 2021 eingeführte App Nürnberg Mobil, in der alle öffentlichen Verkehrsangebote der Stadt gebündelt dargestellt werden. Zudem ist eine Ausleihe auch über andere von Nextbike betriebene Systeme möglich.
Eine Ausleihe erfolgt mittels App oder Scannen eines QR-Codes, der sich auf der Heckseite des Rades befindet, wodurch sich das Rahmenschloss am Hinterrad öffnet. Zudem ist neben einer 15-minütigen Reservierung des Rades auch das vorübergehende Parken eines Rades möglich, ohne die Ausleihe zu beenden. Die Rückgabe der regulären Räder muss innerhalb der Flexzone oder an einer der Ausleihstationen erfolgen, die der Lastenräder an ihren jeweiligen Heimatstationen. Anderweitig wird für die regulären Räder eine Servicegebühr von 20 Euro, für die Lastenräder eine Gebühr von 50 Euro erhoben. Bei den festen Stationen ist bei voller Belegung der Station auch ein Abstellen neben der Station möglich.
Die Kosten belaufen sich pro Minute der Ausleihe auf zehn Cent, während Abo- und Deutschlandticket-Kunden der VAG monatlich 600 Freiminuten zur Verfügung haben. Für die Ausleihe eines Lastenrads wird zusätzlich eine Startgebühr von zwei Euro fällig. Die Kosten für eine 24-stündige Nutzung, die ab 99 bzw. 200 Minuten Ausleihe automatisch eintritt, belaufen sich bei den regulären Rädern auf zehn, bei den Lastenrädern auf zweiundzwanzig Euro.
|               | Startgebühr | Preis pro Minute | Preis für 24 h |
| ------------- | ----------- | ---------------- | -------------- |
| VAG_Rad       | 0,10 €      | 0,10 €           | 10,00 €        |
| VAG_Lastenrad | 2,00 €      | 0,10 €           | 22,00 €        |

## Angebotsgebiet

Standorte und Zonen des VAG_Rad vor der Einbindung von Fürth, Erlangen und Schwabach

### Flexzone

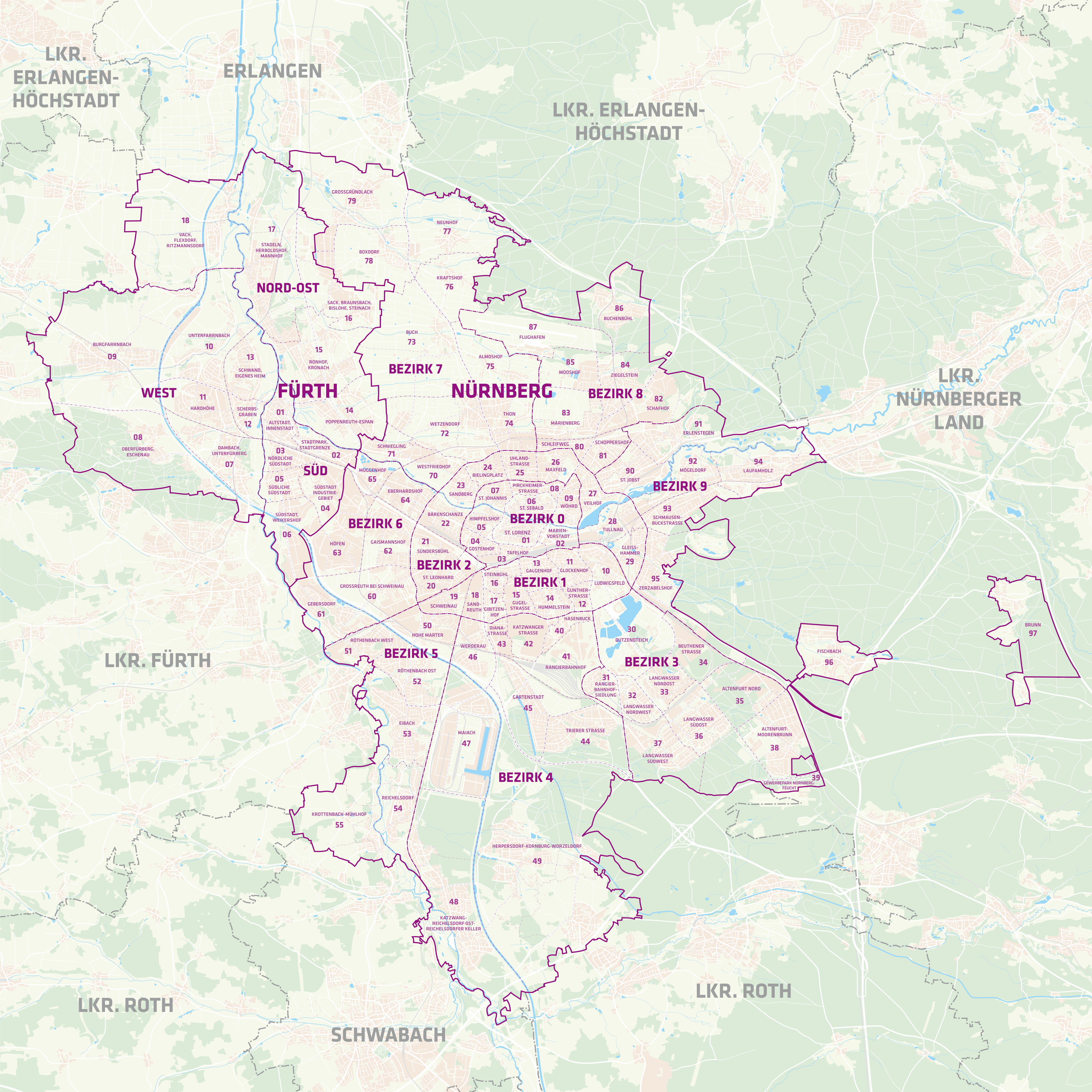
Statistische Gliederung von Nürnberg und Fürth

Stand April 2025 umfasst die insgesamt etwa 40 Quadratkilometer große Flexzone das gesamte Innenstadtgebiet innerhalb der Nürnberger Ringstraße (Statistische Stadtteile 0, 1, 2) und die Bezirke Rangierbahnhof-Siedlung (31), Langwasser Nordwest (32), Langwasser Nordost (33), Langwasser Südwest (37) und Langwasser Südost (36) sowie die Fürther Stadtteile Innenstadt (statistischer Bezirk 01), Am Stadtpark (statistischer Bezirk 02), Südstadt (statistische Bezirke 03, 05 sowie Teile des statistischen Bezirks 04) und Hardhöhe (statistische Bezirke 11, 12) wie auch die Erlanger Stadtteile Zentrum, Süd- und Oststadt sowie Teile der Nordstadt, in Schwabach die Altstadt sowie die Nördliche und Südliche Vorstadt. Ausgenommen sind hierbei Grünanlagen, Industriegebiete sowie Bahnareale. In der Flexzone ist eine flexible Ausleihe und Rückgabe der Räder möglich, ohne die festen Stationen nutzen zu müssen. In den genannten Stadtteilen von Nürnberg lebten am Stichtag 31. Dezember 2019 insgesamt 284.486 Einwohner oder 53 % der Bevölkerung von Nürnberg.

### Stationen
Die festen Ausleihstationen befinden sich in der Regel an wichtigen ÖPNV-Umsteigepunkten, die großteils auch Stadtteilzentren darstellen, an beliebten Ausflugszielen, wie dem Tiergarten oder dem Wöhrder See, sowie in Gewerbegebieten, wie dem Nordostpark oder dem Gewerbegebiet Virnsberger Straße. Des Weiteren werden in manchen Fällen auch temporäre Stationen als Mobilitätsalternative während der Sperrung von Haltestellen oder Fußwegen eingerichtet.
Von den 49 Bahnhöfen der U-Bahn Nürnberg befinden sich (Stand April 2025) 41 innerhalb einer der verschiedenen Flex-Zonen in Nürnberg und Fürth. An den meisten anderen U-Bahnhöfen sowie an einigen innerhalb der Flexzone gibt es darüber hinaus feste Stationen. Lediglich die Stationen Großreuth, Flughafen und Hasenbuck sind weder innerhalb einer Flexzone gelegen, noch verfügen sie über eine feste VAG-Rad-Station.
Von den 76 Haltestellen der Straßenbahn Nürnberg liegen 54 innerhalb der Flexzone. Von den außerhalb der Flexzone gelegenen Haltestellen verfügen am Wegfeld, Thon, Ostbahnhof, Mögeldorf, Tiergarten, Trafowerk, Finkenbrunn und Worzeldorfer Straße über feste VAG-Rad-Stationen.
Auch einige Stationen der S-Bahn Nürnberg in Nürnberg, Fürth, Erlangen und Schwabach verfügen über VAG-Rad Stationen. In Fürth sind dies mit Hauptbahnhof (S1, S6) und Klinikum (S6) zwei der fünf in Erlangen mit Hauptbahnhof, Paul-Gossen-Straße und Bruck (alle S1) drei der vier sowie in Schwabach mit dem Bahnhof und dem Haltepunkt Limbach (alle S2) alle. Von den 22 Bahnhöfen und Haltepunkten in Nürnberg verfügen die neun Bahnhöfe Dürrenhof (S2, S3), Dutzendteich (S3), Hauptbahnhof (S1 bis S6), Mögeldorf (S2), Nordostbahnhof (Regionalverkehr), Ostbahnhof (Regionalverkehr), Reichelsdorf (S2), Rothenburger Straße (S1) und Stein (S4) über Stationen. Darüber hinaus befinden sich der Großteil der restlichen Bahnhöfe und Haltepunkte innerhalb der Flexzone.

## Statistik
| Jahr | Fahrräder | Lastenräder | Stationen | Ausleihen | aktiv Nutzende | Quelle               |
| ---- | --------- | ----------- | --------- | --------- | -------------- | -------------------- |
| 2019 | 500       | –           | 20        | 130.000   | n. a.          | [ 46 ] [ 47 ] [ 48 ] |
| 2020 | 1.500     | –           | 34        | 440.000   | n. a.          | [ 49 ] [ 50 ]        |
| 2021 | 1.500     | –           | 38        | 550.000   | 50.000         | [ 51 ] [ 52 ] [ 53 ] |
| 2022 | 2.000     | 13          | 50        | 740.000   | n. a.          | [ 54 ] [ 55 ]        |
| 2023 | 2.000     | 15          | 55        | 1.100.000 | n. a.          | [ 56 ] [ 57 ]        |
| 2024 | 2.550     | 19          | 100       | 1.315.000 | 53.000         | [ 58 ]               |

## Weitere Anbieter

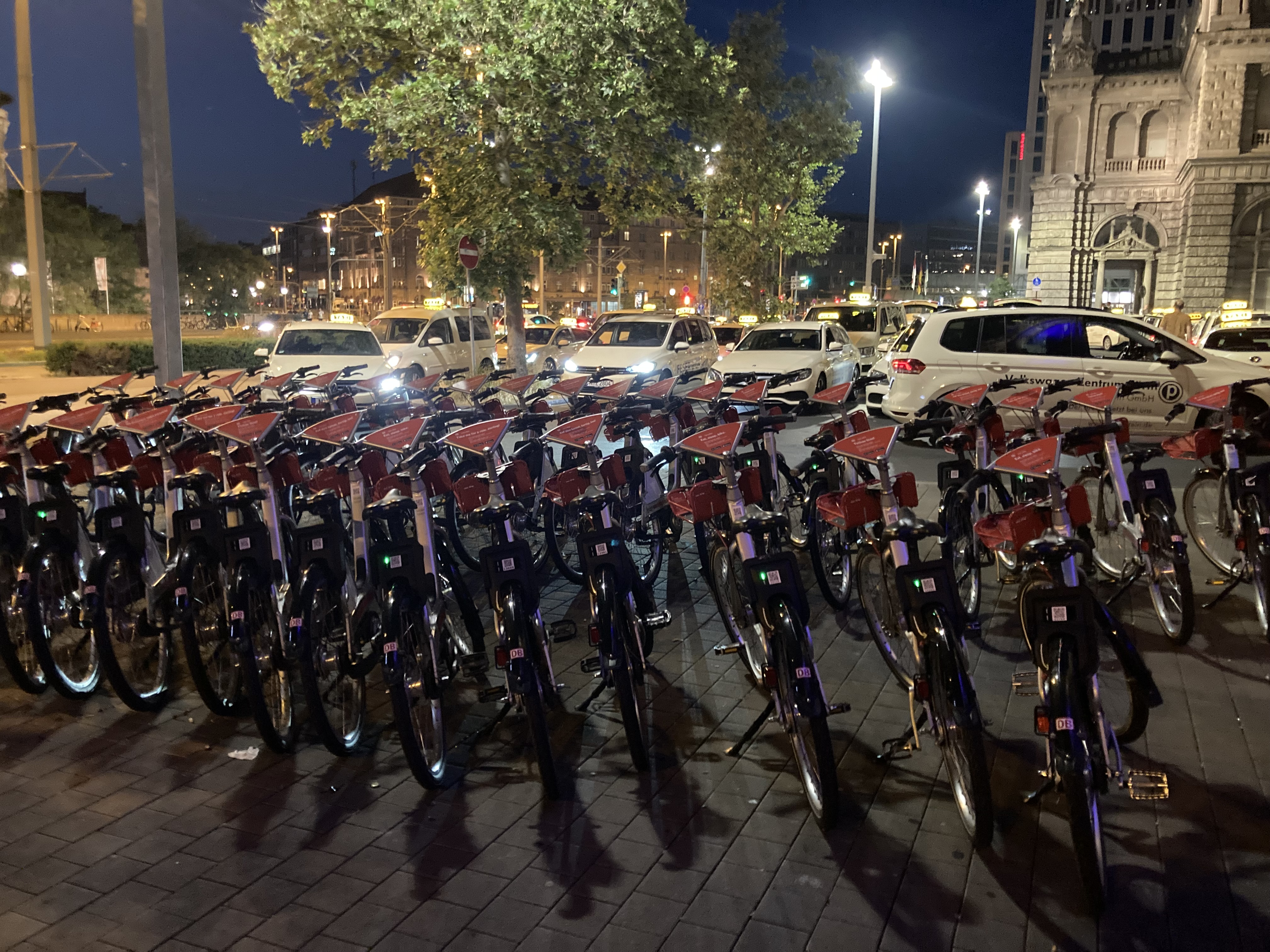
Call-a-Bike-Räder am Nürnberger Hauptbahnhof

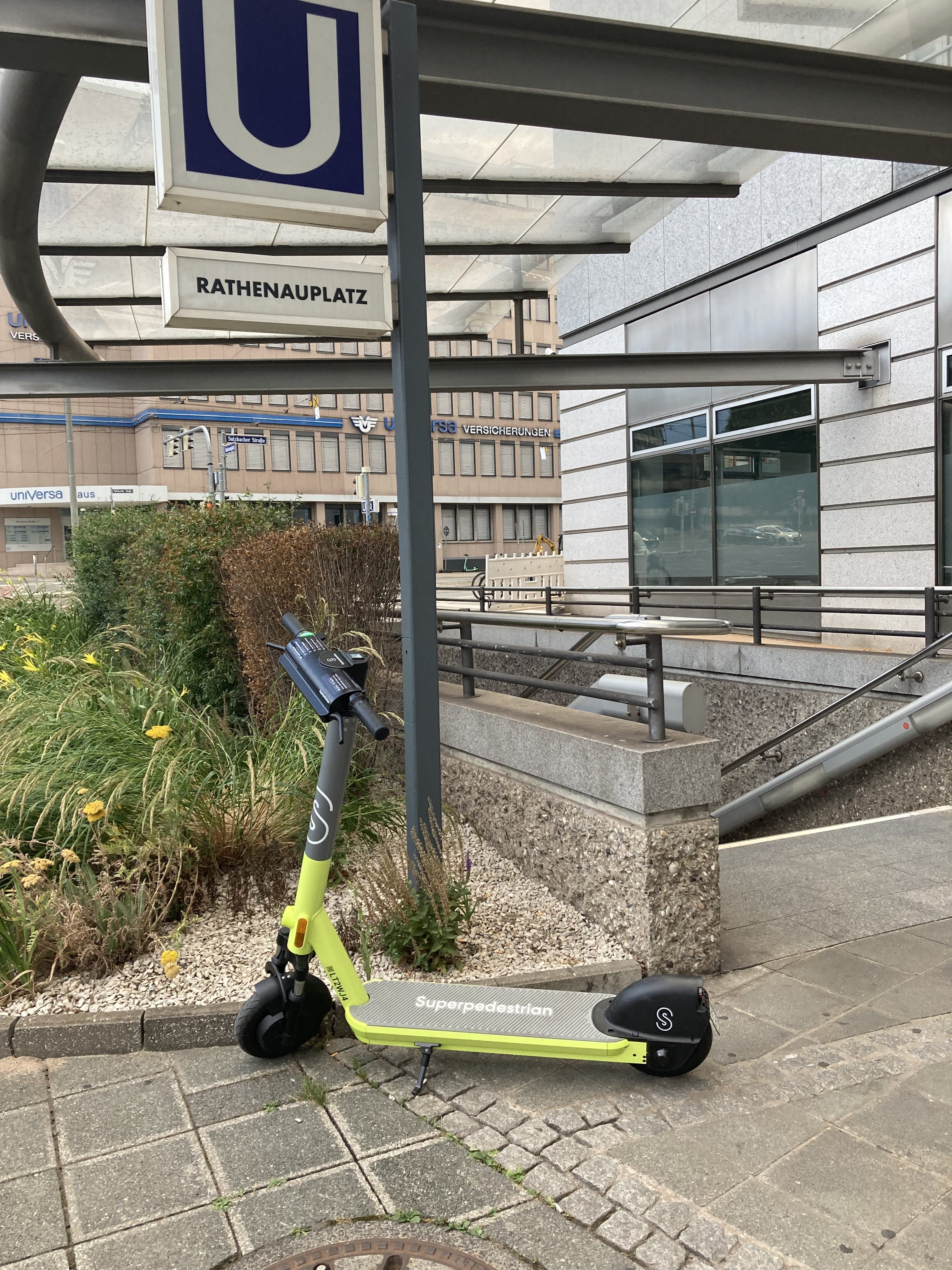
E-Scooter von Superpedestrian am Rathenauplatz

### Call a Bike
Die Deutsche Bahn stellt im Rahmen ihres Fahrradverleihsystems Call a Bike auch am Nürnberger Hauptbahnhof diverse Räder zur Ausleihe zur Verfügung.

### Lastenrad für alle
Neben dem fast flächendeckenden VAG_Rad-Netz bietet der Verein Bluepingu e. V. mit dem Projekt Lastenrad für alle seit Januar 2017 die Möglichkeit 19 verschiedene Lastenräder, an 14 über die Stadt verteilten Standorten, kostenlos auszuleihen. Eine Kaution von fünfzig Euro ist zu entrichten.

### StromEsel
In Fürth stehen aktuell vier von der infra organisierte E-Lastenräder unter dem Namen Stromesel an zwei Standorten in der Innenstadt und einem in der Südstadt kostenlos zur Verfügung. Für den Verleih arbeitet die infra mit drei Fürther Fahrradläden zusammen.

### Lastenradverleih Erlangen
Bereits seit 2016 besteht ein Leihsystem für Lastenräder mit e-Unterstützung in Erlangen. Die Räder werden in Zusammenarbeit mit diversen städtischen und privaten Partnern bis zu drei Tage lang kostenlos gegen Kaution verliehen. Der Verleih erfolgt über ein Internetportal der Stadt Erlangen. Hierbei stehen 14 Lastenräder an vier verschiedenen Standorten zur Verfügung.

### E-Scooter
Des Weiteren werden in Nürnberg (Stand: März 2023) rund 6.000 E-Scooter von den Unternehmen Bolt (900 Fahrzeuge), Lime (1.400), Superpedestrian (1.400) Tier (1.200) und Voi (1.050) zur Benutzung angeboten.
In Fürth stehen darüber hinaus (Stand: Mai 2021) insgesamt etwa 600 E-Scooter, 150 des Unternehmens Lime, circa 75 des Anbieters Voi sowie jeweils knapp 200 Fahrzeuge von Tier und Bolt zur Verfügung. In Erlangen werden etwa 1.000 Roller der Firmen Lime, Bolt, Superpedestrian und Voi angeboten. In Schwabach bietet Bolt E-Scooter zum Verleih an.